# Aussichtsturm Gaflei
Das Aussichtsturm Gaflei ist ein sieben Meter hoher Steinturm in der Gemeinde Triesenberg in Liechtenstein.

## Entstehung

Panorama vom Aussichtsturm Gaflei

Der Aussichtsturm wurde 1930 neben dem «Alphotel Gaflei» errichtet.
Der Turm wurden aus Steinen erstellt, die Treppen sind aus Beton und das Geländer aus Aluminium. 34 Stufen führen zur Aussichtsplattform in sechs Metern Höhe. Von dieser aus bietet sich eine Aussicht über das Rheintal und vom Pizol bis zum Säntis.

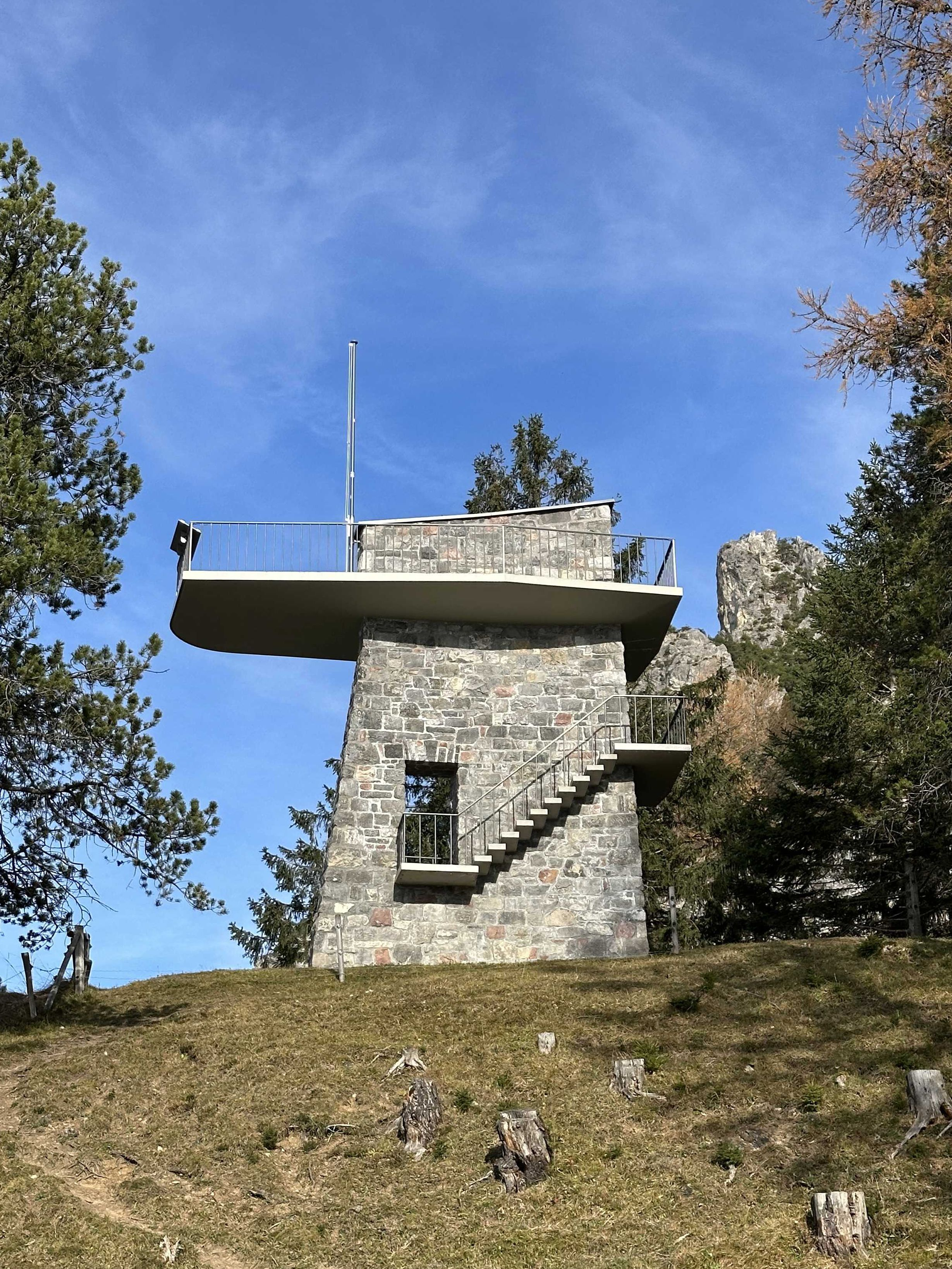
Aussichtsturm
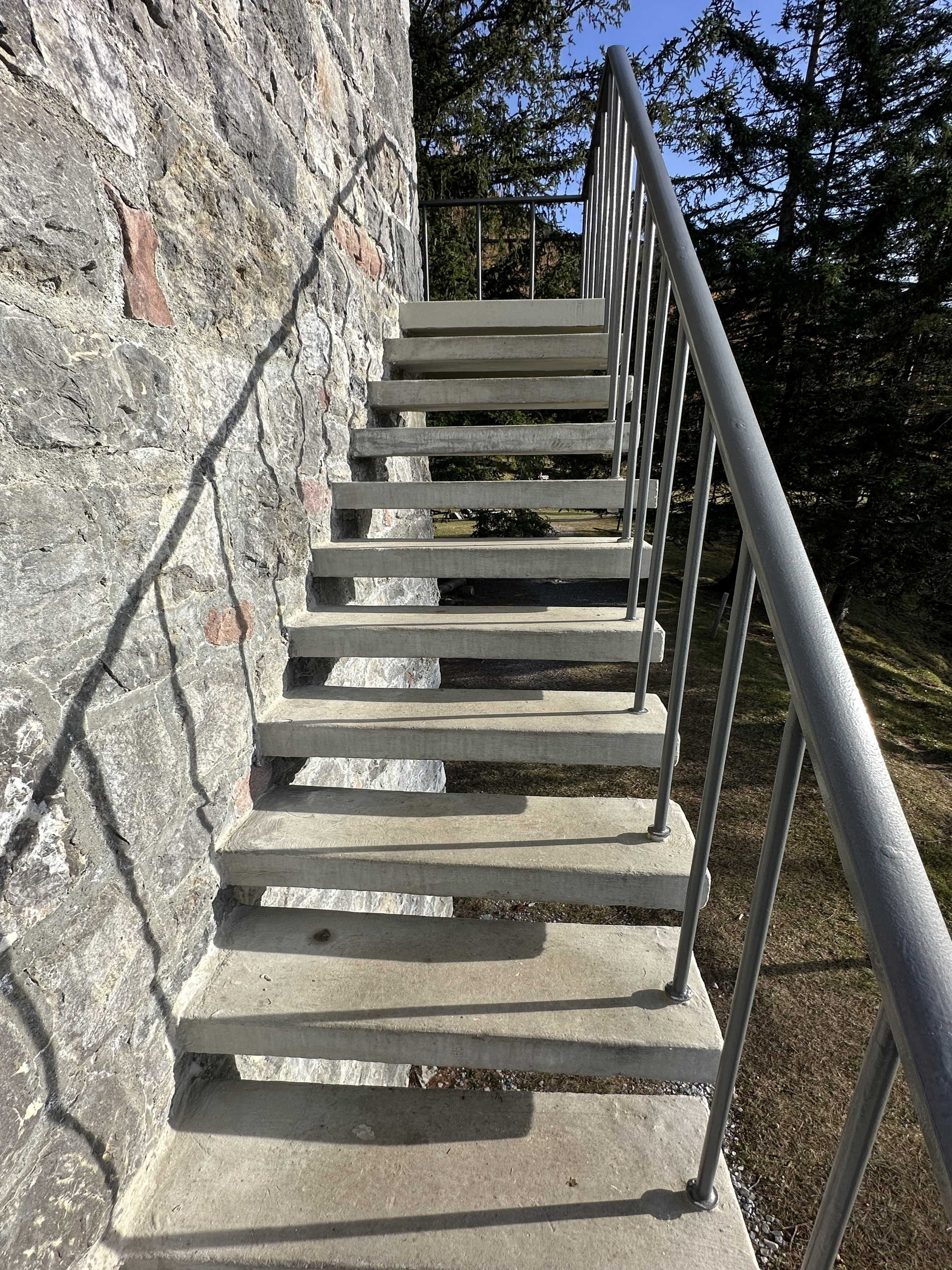
Treppe
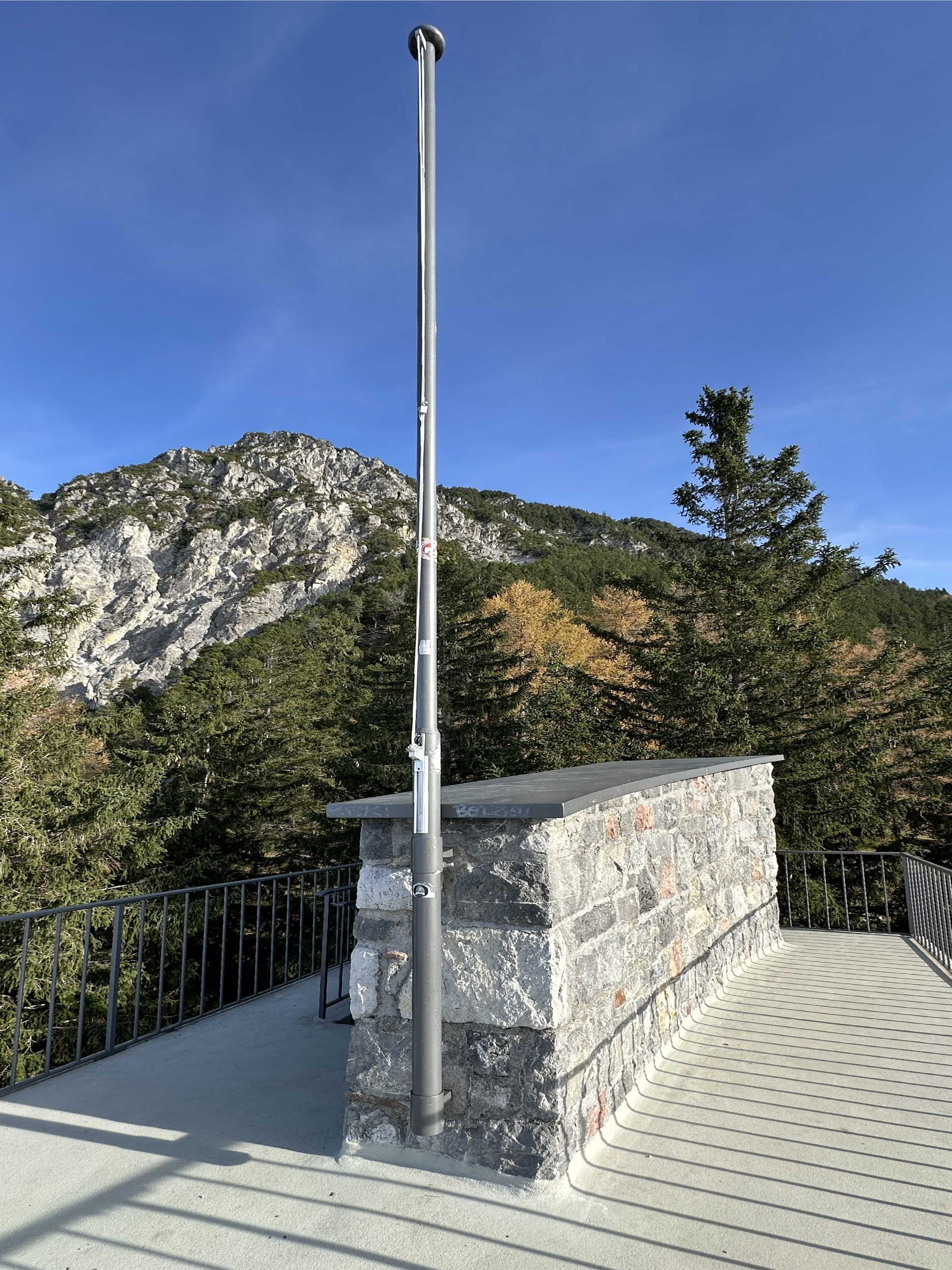
Aussichtsplattform